# Frangokastello
El Frangokastello (en griego: Φραγκοκάστελλο) es un castillo y un asentamiento disperso en la costa sur de la isla de Creta, Grecia, a unos 12 km al este de Chora Sfakion y dentro de la prefectura de Chania.
El castillo fue construido por los venecianos entre 1371 hasta 1374 como guarnición para imponer el orden en la región rebelde de Sfakia, para disuadir a los piratas, y para proteger a los nobles venecianos y sus propiedades. Los venecianos la llamaron el Castillo de San Nikitas por una iglesia cercana. Los locales, sin embargo, que nunca lo vieron con buenos ojos, despectivamente lo apodaron Frangokastello, es decir, el castillo de los francos (es decir, los extranjeros católicos), Castelfranco o Franco Castello. El nombre finalmente fue adoptado por los venecianos también. Según la tradición local, cuando los soldados y constructores llegaron a la llanura fértil para comenzar la construcción del castillo, los pobladores locales, liderados por seis hermanos Patsos del asentamiento cercano de Patsianos, destruían todas las noches lo que los venecianos construyeron durante el día. Con el tiempo, los venecianos se vieron obligados a traer tropas adicionales y los hermanos Patsos fueron traicionados, arrestados y ahorcados.